# Appuntamenti in nero
Appuntamenti in nero (Rendezvous in Black) è un romanzo di Cornell Woolrich, pubblicato nel 1948.

## Storia editoriale
Tradotto in dodici lingue, in Italia è uscito per la prima volta nel 1950, nella collana Il Giallo Mondadori con il numero 100.
Nel 1975 il libro ha vinto il Martin Beck Award.

## Trama
Il libro è strutturato in sette parti, ciascuna ambientata in un anno diverso e tutte, tranne la prima e l'ultima, in luoghi diversi.
Separazione. Johnny Marr è un giovane innamorato, che ogni sera attende l'incontro con la sua amata, davanti a un drugstore, sulla piazza principale della loro cittadina. La sera del 31 maggio, Johnny è turbato da un rumore di aereo in distanza: poco dopo vede una folla e si fa largo per capire se la sua ragazza si trova lì. C'è, morta e colpita da una bottiglia lanciata dall'alto. Il giovane comincia a vivere in stato di follia e ogni sera aspetta; tutti lo conoscono e comprendono. Poi scompare. Assumendo nomi diversi, ma mantenendo le iniziali J e M, si introduce in tutte le compagnie di noleggio di aerei e trova finalmente un documento che gli permette di dare inizio alla vendetta.
Il primo appuntamento. Graham Garrison è appena rimasto vedovo. La giovane moglie è morta il 31 maggio di tetano. Solo, con il maggiordomo Morgan che gli ha portato tutti i telegrammi di condoglianze, Garrison trova un messaggio di pessimo gusto: "Ora sai cosa si prova". Avverte la polizia che gli invia l'ispettore Cameron. Uomo modesto e dimesso, Cameron presto si convince che la morte della signora Garrison è un delitto premeditato, in quanto la donna si era graffiata su un lungo chiodo arrugginito, piantato al contrario in una porta. Le indagini non riescono ad andare oltre e il capo di Cameron gli dà del visionario.
Il secondo appuntamento. Strickland è sposato alla brillante Florence, ma subisce i ricatti di un'amante. Questa fa un'apparizione la sera del 31 maggio, ad un party accuratamente organizzato da Florence, e solo a fatica Strickland riesce ad allontanarla. Finita la festa, l'uomo raggiunge la casa dell'amante, Esther Holliday, e, avendo giurato di ucciderla, si mette a percuoterla con la cintura dei pantaloni, per accorgersi troppo tardi che sta picchiando un cadavere. Tornato dalla moglie, è obbligato a rendersi conto che Florence sa tutto, o quasi. Quando arrivano gli agenti, lo arrestano con prove schiaccianti e lui non sa opporre difese, tranne il fatto di aver rinvenuto uno strano messaggio in casa di Esther, di cui si è disfatto. L'ispettore Cameron è convinto che Strickland abbia detto la verità, ma non può nulla per provarlo e l'uomo va sulla sedia elettrica, consapevole che la moglie prova una crudele soddisfazione.
Il terzo appuntamento. Bucky Paige parte per la guerra e si separa con dolore dalla giovane moglie Sharon. Rimasta sola, lei comincia a lavorare e va a vivere in una casa per signorine, divenendo amica di una certa Rusty. Un giorno Rusty insiste per presentare a Sharon un amico, benché si tratti di una conoscenza superficiale: l'uomo si fa chiamare Joe Morris. In breve, Sharon rimane così affascinata, da dimenticare il marito, che dal canto suo comincia a ricevere misteriose lettere anonime in cui è descritto l'idillio cui la moglie si è abbandonata. Finché, con l'aiuto dei commilitoni, Bucky arriva in città e cerca Sharon, ma l'incontro tra i due è ritardato da altri misteriosi messaggi. Quando i coniugi si incontrano, Sharon è già morta e Bucky si spara un colpo di pistola. Ancora una volta è il 31 maggio. Cameron collega i fatti e cerca Garrison, trasferitosi e risposatosi. Alle domande dell'investigatore, egli ammette di aver fatto escursioni e gite in aereo con Strickland, Paige e altri due. E fa i nomi.
Il quarto appuntamento. Madeline Drew, figlia di richard Drew, gode di troppa libertà ed esce con un giovane, Morrissey, tornando a qualsiasi ora. Una sera, Morrissey subisce un agguato e viene salvato da uno sconosciuto che si presenta come Jack Munson. Nasce un'amicizia e Madeline perde la testa per Munson. Nel frattempo Cameron, dopo alcuni tentativi infruttuosi, parla con il padre della ragazza e lo convince che c'è un grave pericolo. Ma gli sforzi dell'ispettore sono vanificati da Madeline, la quale inganna i genitori e fa credere che esce con Morrissey. Così, quando arriva il 31 maggio, lei compie una rocambolesca fuga con Munson; gli agenti posti a sorveglianza sono seminati. Arrivati a un motel, trovano la ragazza morta e nessuna traccia dell'ancor ignoto assassino.
Il quinto appuntamento. Poiché il piano criminale (cui Cameron sta lavorando) consiste nel colpire la donna più amata di ogni membro di un certo gruppo, la prossima vittima è una persona cara ad Allen Ward. Si tratta di una giovane cieca, Martine, che egli tiene in una casetta con una dama di compagnia. Sordo ad ogni avvertimento, Ward si illude di portare lontano Martine e di sfatare il mito del 31 maggio. I due fuggono insieme fino al Oceano Pacifico, raggiungono le Hawaii e proseguono per Yokohama. La polizia li cerca dappertutto ma, credendo di aver superato la data maledetta, Ward lascia andare le precauzioni e Martine rimane da sola. Sensibilissima, d'improvviso si accorge di una presenza nella cabina della nave e comprende che è arrivata la morte. L'assassino era lì, aveva ucciso un poliziotto e ne aveva indossato l'uniforme; aveva inoltre sfruttato il giro verso occidente, che prolungava la giornata del 31, anche quando nell'emisfero dell'America era già il primo giugno. Dopo questa tragedia, Cameron cade in disgrazia totale presso i superiori.
Ma Cameron ha un'ultima opportunità: Garrison lo contatta e gli svela di aver ricordato cosa successe la sera in cui lui e gli altri quattro andavano a fare l'escursione in aereo: Strickland aveva di colpo lanciato dal velivolo una bottiglia vuota. Il gesto irresponsabile aveva allontanato tutti i cinque, che non si erano più visti. Le indicazioni di Garrison mettono l'ispettore in grado di collocare la località dove è avvenuto l'incidente. Cameron vi giunge e trova la madre di Dorothy, a suo tempo fidanzata con Johnny Marr. Ora può ricostruire l'antefatto e tendere una trappola al folle assassino.
Ricongiungimento. Cameron si procura una modella e un truccatore: con pazienza ricostruiscono la figura di Dorothy. Comincia un'attesa, in cui la sosia attende Marr al solito posto. Dopo vari appostamenti, l'uomo arriva, ma riesce ad attirare la sostituta verso un luogo isolato, il cimitero sulla collina. Le va incontro, la bacia e di colpo si svincola, gettandola a terra, quindi si mette a correre. Gli agenti, nascosti tra l'erba alta, sparano verso la figura che cade, colpita a morte. Lo attorniano per vederlo esalare l'ultimo respiro, con il nome della sua Dorothy sulle labbra.

## Opere derivate
Il libro è stato trasposto nel film per la televisione Rendezvous in Black, trasmesso il 25 ottobre 1956 come quarto episodio della prima stagione del programma Playhouse 90. Interpreti  Richard Joy, Franchot Tone, Laraine Day, direttore John Frankenheimer.

## Edizioni in italiano
- Cornell Woolrich, Appuntamenti in nero, Mondadori, Milano 1950
- Cornell Woolrich, L'orrore nero: Contiene. L'incubo nero. L'Angelo nero. (the Black Angel). Appuntamenti in nero. (rendezvous in Black). traduzione dall'inglese, A. Mondadori, Milano-Verona 1952
- Cornell Woolrich, Appuntamenti in nero, traduzione di Bruna Magnani, A. Mondadori, Milano 1976
- Cornell Woolrich, Appuntamenti in nero, a cura di Laura Grimaldi, A. Mondadori, Milano 1986
- Cornell Woolrich, Appuntamenti in nero (antologia), introduzione di Laura Grimaldi (comprende Sipario nero, L'alibi nero, L'angelo nero, Appuntamenti in nero), A. Mondadori, Milano 1989
- Cornell Woolrich, Appuntamenti in nero, traduzione di Giuseppe Lippi, A. Mondadori, Milano 1991